# Československý státní film
Film d'État tchécoslovaque (en tchèque : Československý státní film) est une entreprise publique de production cinématographique qui était établie à Barrandov (Prague 5), en Tchécoslovaquie, et qui a existé de 1948 à 1956.
La société de production nationale tchécoslovaque Československý film lui a succédé.

## Quelques films produits
- 1947 : L'Année tchèque (Špalíček)
- 1948 : Le Rossignol et l'Empereur de Chine (Císařův slavík)
- 1949 : La Longue Route (Daleká cesta)
- 1950 : Prince Bayaya (Bajaja)
- 1953 : Le Trésor de l'île aux oiseaux (Poklad Ptacího ostrova)
- 1955 : Voyage dans la préhistoire  (Cesta do pravěku)
- 1958 : Le Bataillon noir (Černý prapor)
- 1958 : Aventures fantastiques (Vynález zkázy)
- 1958 : La Création du monde (Stvoření světa)
- 1958 : Liberté surveillée (V proudech)
- 1964 : Du courage pour chaque jour (Každý den odvahu)
- 1966 : Qui veut tuer Jessie ? (Kdo chce zabít Jessii?)